# Modelmatige waardebepaling
Modelmatige waardebepaling is het bepalen van de waarde van onroerende zaken volgens de vergelijkingsmethode waarbij systematisch kengetallen en verbanden tussen kenmerken worden vastgelegd. Er is sprake van twee typen modelmatige waarderingsmodellen; statistische modellen en modellen op basis van directe vergelijking. Herwaarderingsmodellen worden onder meer voor de uitvoering van de Wet WOZ toegepast.

## Algemeen
De basis van elk waarderingsmodel zijn de goedgekeurde, bruikbare gerealiseerde koopsommen van objecten in het gebied waarvoor het model zal gelden. Een goedgekeurde transactie betreft een koopsom die op de vrije markt tot stand gekomen is waarbij de prijs overeenkomt met de waarde in het economische verkeer. Een kenmerk van een waarderingsmodel is dat van elk object op elke willekeurige datum een waarde bepaald kan worden.

## Modellen op basis van directe vergelijking
Een model op basis van directe vergelijking zoekt eerst marktinformatie van vergelijkbare objecten bij een te waarderen (reeks van) object(en). Daarna wordt er gewaardeerd op basis van het gemiddelde van deze vergelijkbare objecten.
Een model op basis van directe vergelijking bestaat uit twee modellen; een zoek- en een correctiemodel. Deze zijn afhankelijk van elkaar.

### Zoekmodel
Volgens een gedefinieerde zoekstructuur wordt de ‘afstand’ tussen vergelijkbare objecten en te waarderen objecten bepaald. Vergelijkingsobjecten met de kleinste ‘afstand’ worden vervolgens opgenomen in de analyse van de te waarderen objecten. 

### Correctiemodel
Het correctiemodel corrigeert de verschillen in kenmerken tussen de te waarderen objecten en de vergelijkingsobjecten. De vergelijkingsobjecten worden geanalyseerd waarbij de vooraf berekende grond- en bijgebouwwaarden afgetrokken worden van de transactieprijs. Het resultaat, de prijs van de opstal, leidt tot een eenheidsprijs voor het vergelijkbare object. De gemiddelde eenheidsprijs van alle toegevoegde vergelijkingsobjecten wordt toegepast om de waarde van de te taxeren opstal te waarderen. Vervolgens wordt bij deze waarde de waarden voor de grond en bijgebouwen opgeteld.

## Statistische modellen
Statistische modellen zijn in staat verschillen tussen marktcijfers te verklaren uit verschillen in kenmerken van de objecten. Hiervoor dient er een verband verondersteld te worden tussen alle beschikbare (bruikbare) marktcijfers van objecten en de kenmerken van deze objecten. Het verband tussen de marktcijfers en de objectkenmerken wordt bepaald door onbekende kengetallen die door middel van statistische analyse uit de beschikbare gegevens berekend kunnen worden. De kwaliteit van een statistisch model is te herleiden uit het resultaat. De getaxeerde modelwaarden dienen zo dicht mogelijk bij de gerealiseerde koopsommen te liggen. Voor het gehele gebied waarvoor het model geldt dient de gemiddelde relatieve afwijking tussen de koopsommen en modelwaarden gelijk aan 0 te zijn. De spreiding rondom deze gemiddelde afwijking moet zo klein mogelijk zijn. Een statistisch model is in staat de waarde van objecten te bepalen waarvan geen historische transactiegegevens bekend zijn.

### Controle
Bij een statistisch model zijn er geen vergelijkingsobjecten nodig om de waarde te kunnen taxeren; de waarde wordt bepaald door de gegevens die door het model gegenereerd zijn. De resultaten van een statistisch model kunnen onderbouwd worden door een zoekmodel toe te voegen en vervolgens gecontroleerd worden door een correctiemodel toe te passen.